# Doré de Lathuy
Ne doit pas être confondu avec Petit Lathuy.
 (août 2020).
Le Doré de Lathuy est un fromage artisanal biologique au lait cru à pâte molle.

## Nom
Le Doré de Lathuy provient du village de Lathuy où se trouvait la fromagerie Bioferme avant son rachat par la fromagerie des Ardennes. Ce fromage est actuellement produit à Werbomont au cœur des Ardennes en Belgique, dans la province de Liège.

## Description
Ce fromage a la forme d’un cylindre plat de douze centimètres de diamètre et de trois centimètres d’épaisseur. Son poids est d’environ trois cents grammes. Sa croûte est de couleur jaune safran recouverte d’un fin duvet blanc. Sa pâte, onctueuse et souple, est de couleur jaune. De saveur fruitée, il dégage une odeur de champignon et de crème et laisse un arrière-goût de noisette,

## Distinctions
En 2001, il a obtenu le « Coq de Cristal » à la foire agricole de Libramont.
En 2013, au concours de fromages de Harzé, il est arrivé en deuxième position.

## Pour approfondir